# Neonicotinoide

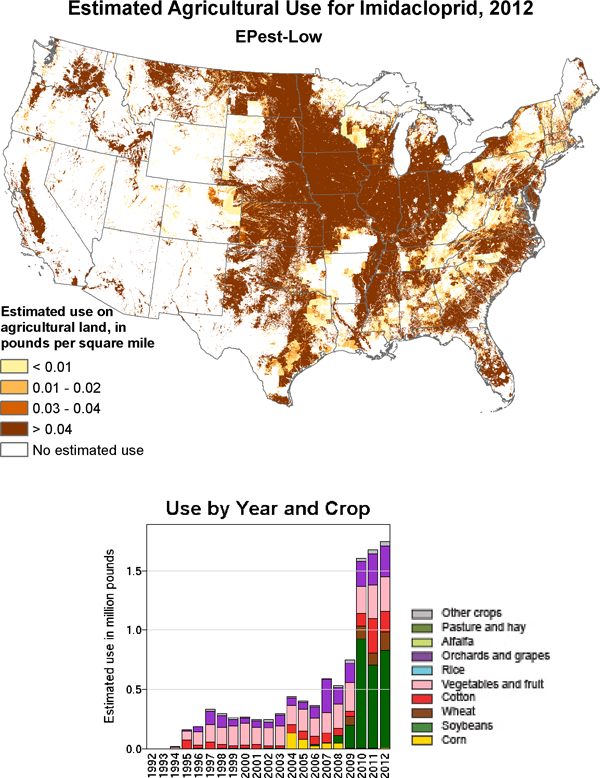
Mapa de uso estimado de Imidacloprid, USA, 2012

Los neonicotinoides son una familia de insecticidas que actúan en el sistema nervioso central de los insectos y, con menor toxicidad, en vertebrados (aves y mamíferos). Los neonicotinoides están entre los insecticidas más usados a nivel mundial, pero recientemente el uso de ciertos productos químicos de esta familia está siendo restringido en países debido a ser el causante del desorden del colapso de colonias apícolas, o muerte de las abejas, respaldado por más de 1220 estudios científicos.

## Modo de acción
El modo de acción de los neonicotinoides es similar al de los insecticidas derivados de la nicotina, que actúa en el sistema nervioso central. En insectos, los neonicotinoides causan parálisis que lleva a la muerte, frecuentemente en pocas horas. Sin embargo, son mucho menos tóxicos para los mamíferos y se encuentran bajo la clasificación de la EPA de toxicidad tipo II o tipo III. Debido a que los neonicotinoides bloquean una ruta neuronal específica que es más abundante en insectos que en mamíferos de sangre caliente, estos insecticidas son por tanto selectivos frente a insectos en comparación a mamíferos.
Éstos actúan sobre un lugar específico, el receptor de acetilcolina nicotínico postsináptico, y no existe registro de resistencia cruzada con los carbamatos, los organofosforados, o piretroides sintéticos, haciéndole por tanto de importancia en la resistencia a los insecticidas. Como grupo son efectivos contra insectos chupadores tales como los Aphididae, pero también contra Coleoptera y algunos Lepidoptera.

## Uso
El Imidacloprid es posiblemente el insecticida de uso más extendido, tanto en el modo de acción como en el mercado global. Actualmente se aplica al suelo, semillas, madera y pastos, como también en tratamientos foliares en cultivos como cereales, algodón, granos, leguminosas, patatas, arroz, frutales, césped y vegetales. Es sistémico, con particular efectividad contra insectos chupadores y tiene un efecto residual prolongado. Las tasas de aplicación de los insecticidas neonicotinoides son mucho menores que las de los insecticidas usados previamente.
El Thiamethoxam (TMX) es un insecticida neonicotinoide de segunda generación que pertenece a la subclase del Thianicotinil. La estructura química del mismo es altamente soluble en agua, por lo cual posee una alta movilidad dentro de la planta. El TMX es sistémico, penetra en las células vegetales, y al ser consumido por la plaga invasora produce reacciones neurotóxicas.

## Impacto Medioambiental
Hay una controversia acerca del papel de los neonicotinoides en relación con su toxicidad para las abejas. El uso de neonicotinoides ha sido limitado estrictamente en Francia desde los noventa, cuando éstos estuvieron implicados en la muerte masiva de colonias de abejas. Se cree que es negligencia de las abejas encargadas de llevar los alimentos apropiados a los huevos y larvas en las colonias de abejas melíferas, relacionado con la pérdida de las habilidades de navegación de las abejas que lleva al fenómeno conocido como desorden del colapso de colonias apícolas, que es usualmente asociado al ácaro Varroa destructor.
En mayo de 2008, Alemania prohibió el tratamiento de semillas con neonicotinoides por su efecto negativo en las colonias de abejas. Los apicultores de abejas melíferas sufrieron una baja en la población de sus colmenares asociado al uso de clothianidin en la región de Baden-Württemberg en Alemania, asociado a un error en poner un pegamento que mantuviera fijo el agente a la superficie de las semillas. El productor del compuesto en Europa, la empresa Bayer, insiste en que sin el agente adherente, el componente se libera al suelo a través de las semillas plantadas y luego afecta a las abejas.
El documental estrenado el año 2009,  Vanishing of the Bees, sugiere que el vínculo entre los pesticidas neonicotinoides y el desorden del colapso de colonias apícolas existe, aun cuando algunos expertos intervienen concediendo el beneficio de la duda ante la carencia de información que permita dar una conclusión al caso.
En 2012, las revistas Nature y Science publicaron varios artículos donde se demuestra la relación entre los neonicotinoides aplicados a cultivos y el decremento en el tamaño de las colmenas y una disminución del número de abejas reinas en las colmenas. A causa de esto, en 2013 la Autoridad Europea de Seguridad Alimentaria (EFSA) publicó un estudio donde se demuestra el impacto que tienen estos insecticidas sobre las abejas.
En febrero de 2015 el sitio web phys.org publicó un estudio de las universidades de St Andrews y Dundee en el cual se confirma que los neonicotinoides dañan el cerebro de las abejas.
En Francia se sancionó una normativa que prohíbe el uso de este tipo de insecticidas, a partir de septiembre de 2018.
Recientemente (30/06/17) la revista Science presenta en un estudio la confirmación de los efectos nocivos de los insecticidas neonicotinoides en las colonias de abejas.(http://science.sciencemag.org/content/356/6345/1395.full)
El 27 de abril de 2018 la Unión Europea aprobó la prohibición general en seis meses de su uso salvo en espacios cerrados.

## Principios activos
Entre los insecticidas neonicotinoides disponibles se encuentran:
- Acetamiprid
- Clothianidin
- Dinotefuran
- Imidacloprid
- Nitenpyram
- Thiacloprid
- Thiamethoxam